# حمله سایبری به کادوکاوا و نیکونیکو در سال ۲۰۲۴
حمله سایبری به کادوکاوا و نیکونیکو در سال ۲۰۲۴ (انگلیسی: 2024 cyberattack on Kadokawa and Niconico) در صبح ۸ ژوئن وب سایت کادوکاوا و پلت فرم ژاپنی به اشتراک‌گذاری ویدیو نیکونیکو، مورد حمله سایبری (باج‌افزار) توسط یک گروه هکر مرتبط با روسیه به نام بلک‌سوئیت BlackSuit قرار گرفتند که مسئولیت این حمله را بر عهده گرفت.